# Skóciai angol nyelv
A skóciai angol nyelv a szabvány   angol nyelv Skóciában beszélt és oktatott változata. Leginkább kiejtésében és szókincsében tér el a brit angoltól. Hivatalos saját elnevezése: Standard Scottish English vagy Scottish Standard English (SSE).
A skócia angol jellegzetességeit a scotsszal és a skót gaellal való, kb. a 17. századtól tartó kapcsolata adja. Mindkét nyelv hatott rá az évek során, ez a hatás megjelenik mind nyelvtanában, mind szókincsében és kiejtésében.

## Kiejtés
A skóciai angol kiejtése a következőkben tér el a standard angolétól:
- az /r/ hangot általában minden helyzetben kiejtik valamilyen formában (/r/, /ɾ/, /ɹ/), szó végén is, az /ə/-re végződő kettőshangzókban is sokkal erősebb az /r/ jelleg
- megkülönböztetik a /w/ és /hw/ hangokat az olyan párokban, mint witch – which
- scots és gael hatásra megtalálható a /x/ hang is a nyelvben (általában ch-val írva)
- az /l/ hang sötétebb tónusú, mint a standard angolban
- a /p/, /t/, /k/ hangok kevésbé vagy egyáltalán nem hehezettek
- a magánhangzó-hosszúság nem fonémikus jellegű
- a standard brit /ʊ/ hang megfelelője a skóciai angolban /u/, de lehet /ʉ/ vagy akár /ʏ/ is (a pull és pool szavak ugyanúgy hangzanak)
- nincs különbség a brit /ɒ/-t és /ɔː/-t tartalmazó szavak között, mindet /ɔ/-val ejtik (cot – caught)
- hasonlóan nincs különbség az /æ/ és /ɑː/ között, mindkettő helyett /a/-t ejtenek (bad – father)
- a th kiejtése különbözhet a standard változttól, pl. with [wɪθ], baths [baðz]
- a mindennapi beszédben a /t/ helyett gyakran /ʔ/-t ejtenek: butter [ˈbʌʔər], az -ing /ɡ/-je néma lesz, és a /θ/-t /h/-val helyettesítik bizonyos helyzetekben
- az /ɪ/ helyett régiótól függően /e/-t, /ɛ/-t vagy /ə/-t ejthetnek (sőt /w/, /hw/ mellett /ʌ/ is előfordulhat)

## Szókincs
A skóciai angol számos szót vett át a scotsból, ilyenek (zárójelben a standard angol megfelelőik): wee (small), bairn (child), bonnie (pretty, attractive, good looking, handsome), braw (fine), muckle (big), spail (splinter), snib (bolt), pinkie (little finger), janitor (school caretaker), outwith (outside of), cowp (tip, spill), fankle (a tangled mess), kirk (church). Kulturális vonatkozású szavak: Hogmanay, caber, haggis, bothy, scone, oatcake, tablet, rone (roof gutter), teuchter, ned, numpty (witless person), landward (rural), tawse; valamint: It's your shot (It's your turn).
Általános kicsinyítőképző az -ie: lad → laddie, lassie (a young boy/girl), sweet → sweetie (piece of confectionery).
Általános a How? használata a brit Why? értelmében, pl. How no? (Why not?).
Ezen kívül számos eltérés található még, főként a jogi, közigazgatási és kereskedelmi szaknyelvben.

## Nyelvtan
A skóciai angol sok igét használ folyamatos alakban, amit a brit nem, pl.: I'm wanting a drink vagy You'll be coming from Glasgow?
A perfect kifejezésére a be alakjait használják, főleg after mellett: He is after going (He has gone).
A határozott névelőt sokkal gyakrabban használják, mind a standard nyelvben: I've got the cold/the flu, he's at the school, I'm away to the kirk.
Egyes elöljárók használata különbözik: I was waiting on you (I was waiting for you), gyakori az off of szerkezet: Take that off of the table.
A segédigék közül a shall, ought, must, may használata igen ritka.
Példák sajátos skóciai angol szerkezetekre: What age are you? (How old are you?); My hair is needing washed / My hair needs washed (My hair needs washing / My hair needs to be washed); I'm just after telling you (I've just told you); Amn't I invited? (Am I not invited?).